# 卡布雷乌瓦
卡布雷乌瓦是巴西圣保罗州的一个市镇。总面积259.807平方公里，总人口43659人，人口密度168人/平方公里。